# The Electric Boogaloo Song
| Recensione | Giudizio |
| ---------- | -------- |
| AllMusic   | [ 1 ]    |

The Electric Boogaloo Song è un album discografico di Cedar Walton, pubblicato casa discografica Prestige Records nel'agosto del 1969.

## Tracce
Lato A
1. The Electric Boogaloo Song – 8:15 (Cedar Walton)
2. You Stepped Out of a Dream – 7:45 (Nacio Herb Brown, Gus Kahn)

Lato B
1. Impressions of Scandinavia – 5:08 (Clifford Jordan)
2. Sabbatical – 8:10 (Cedar Walton)
3. Ugetsu – 5:04 (Cedar Walton)

## Musicisti
- Cedar Walton - pianoforte
- Cedar Walton - pianoforte elettrico (solo brano: The Electric Boogaloo Song)[3]
- Clifford Jordan - sassofono tenore
- Clifford Jordan - flauto (solo brano: Sabbatical)[3]
- Blue Mitchell - tromba
- Bob Cranshaw - contrabbasso
- Mickey Roker - batteria

Note aggiuntive
- Don Schlitten - produttore
- Registrato il 14 gennaio 1969 a New York[4]
- Dave Jones - ingegnere delle registrazioni
- Morty Yoss - fotografie
- Ira Glitter - note di retrocopertine album (aprile 1969)[5]